# (38194) 1999 LS13
1999 LS13 (asteroide 38194) é um asteroide da cintura principal. Possui uma excentricidade de 0.14476820 e uma inclinação de 6.34090º.
Este asteroide foi descoberto no dia 9 de junho de 1999 por LINEAR em Socorro.